# Zellpolarität

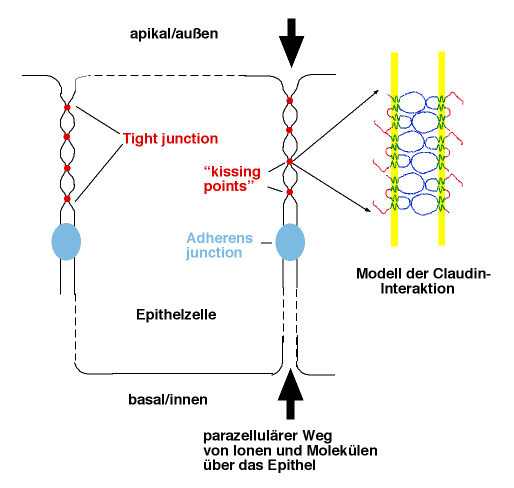
Schema einer Epithelzelle

Als Zellpolarität bezeichnet man in der Biologie eine polare Morphologie einer Zelle, also eine spezifische Ausrichtung von Zellstrukturen. Zellpolarität spielt eine fundamentale Rolle in verschiedenen zellulären Prozessen, wie zum Beispiel in Zellmigration, asymmetrischer Zellteilung und Homöostase von Geweben. Entsprechend können viele unterschiedliche Zellarten Polarität aufweisen, z. B. Epithelzellen, Neuronen und Eizellen.

## Polarität in Epithelien
Epithelzellen können in einen apikalen und einen basalen Pol unterteilt werden und legen so eine Längsachse durch die Zelle fest. Da die Polarität von Zellen neben dem strukturellen Unterschied auch funktionelle Unterschiede von apikaler und basaler Membran einer Zelle prägt, spricht man in diesem Zusammenhang auch von einer apikalen und basolateralen Domäne.
Bei einem Epithel wird der apikale Pol einer Zelle anhand der Ausrichtung gegen das äußere Milieu definiert. Das äußere Milieu kann hierbei die Außenwelt sein (z. B. bei Haut) oder das Lumen (z. B. beim Darm). Der basale Pol dagegen zeigt zum inneren Milieu bzw. zur Basallamina. Die seitlichen Flächen bilden jene, die an die Nachbarzellen grenzen. Ein gutes Beispiel hierfür ist die Darmschleimhaut. Die apikale Seite der Epithelzellen im Darm ist zum Darminhalt gewandt. Zur Oberflächenvergrößerung besitzen diese Zellen an ihrer apikalen Seite einen sogenannten Bürstensaum, sogenannte Mikrovilli. Die basale Seite dagegen ist einer zarten Bindegewebsschicht (Lamina propria mucosae) und einer feinen Muskelschicht (Lamina muscularis mucosae) zugewandt.
In anderen Zellen ohne „Milieu“ wird die Zellpolarität anhand von charakteristischen subzellulären Strukturen bestimmt. Ebenso wie die schon genannten Mikrovilli liegen beispielsweise auch Stereocilien oder Kinozilien immer am apikalen Pol. Ein Beispiel hierfür sind Sinneszellen wie Photorezeptoren im Auge. Ebenso werden die Cuticula oder Crusta auf der apikalen Seite ausgeschieden (z. B. Adamantoblasten). Die Seitenflächen weisen dagegen oft Tight junctions oder Adherens junctions auf.